# Риков Валеріян Микитович
Валерія́н Мики́тович Ри́ков  (1874, Тифліс, нині Тбілісі — 1942, Київ) — український архітектор грузинського походження.

## Біографія
Народився в м. Тифліс (Кавказьке намісництво, Російська імперія; нині Тбілісі, Грузія). Вчився в Тамбовському реальному училищі; закінчив Петербурзьку Академію Мистецтв, де вчився у 1894—1902 рр. в класі професора Л. Бенуа. Закінчив академію з відзнакою, отримавши звання художника-архітектора за проєкт синодального подвір'я в імперській столиці. Викладач Київського Політехнічного Інституту (1904 — 10), співорганізатор і професор Архітектурного Інституту (1918—1923), викладач Київського Художнього Інституту (1920-і pp.) і там же завідувач кафедрою архітектурного проєктування (1934 — 41); член АРМУ.

## Роботи
Працював у Херсоні, Києві, на Вінниччині.

### Реалізовані проєкти вКиєві
- Народна аудиторія (вул. Бульварно-Кудрявська, 26; 1902; тепер «Гіпроцивільпромбуд»);
- Державний банк (вул. Інститутська; 1902 —05), спільно з В.Осьмаком;
- Прибутковий будинок (вул. Антоновича, 64; 1910);
- Прибутковий будинок (вул. Саксаганського, 68/21; 1911);
- Прибутковий будинок (вул. Інститутська, 27/6; 1912);
- Особняк Товія Апштейна (вул. Спаська, 12; 1912)[2];
- Будинок Маріїнської громади сестер милосердя Червоного Хреста (вул. Саксаганського, 75; 1913; нині Клінічний Інститут ім. М. Стражеска);
- Прибутковий будинок (Михайлівський пров., 9; 1914);
- Прибутковий будинок Ісая Іссерліса (Музейний пров., 4.)[3];
- Будівля Печерського іподрому (вул. Омеляновича-Павленка, 9; 1915 —16);
- Прибуткові будинки (вул. Івана Франка, 17; 1914 —17);
- Кінофабрики (1927 —30; тепер Кіностудія імені Олександра Довженка);
- кінотеатр «Жовтень» («Дев'яте Держкіно»), 1930 рік.

### Реалізовані проєкти наВінниччині
- Залізничний вокзал у м. Жмеринці (1902—1904; співавтори — З. Журавський, І. Бєляєв);
- Кінотеатр ім. Коцюбинського у м. Вінниці.

## Зображення будівель

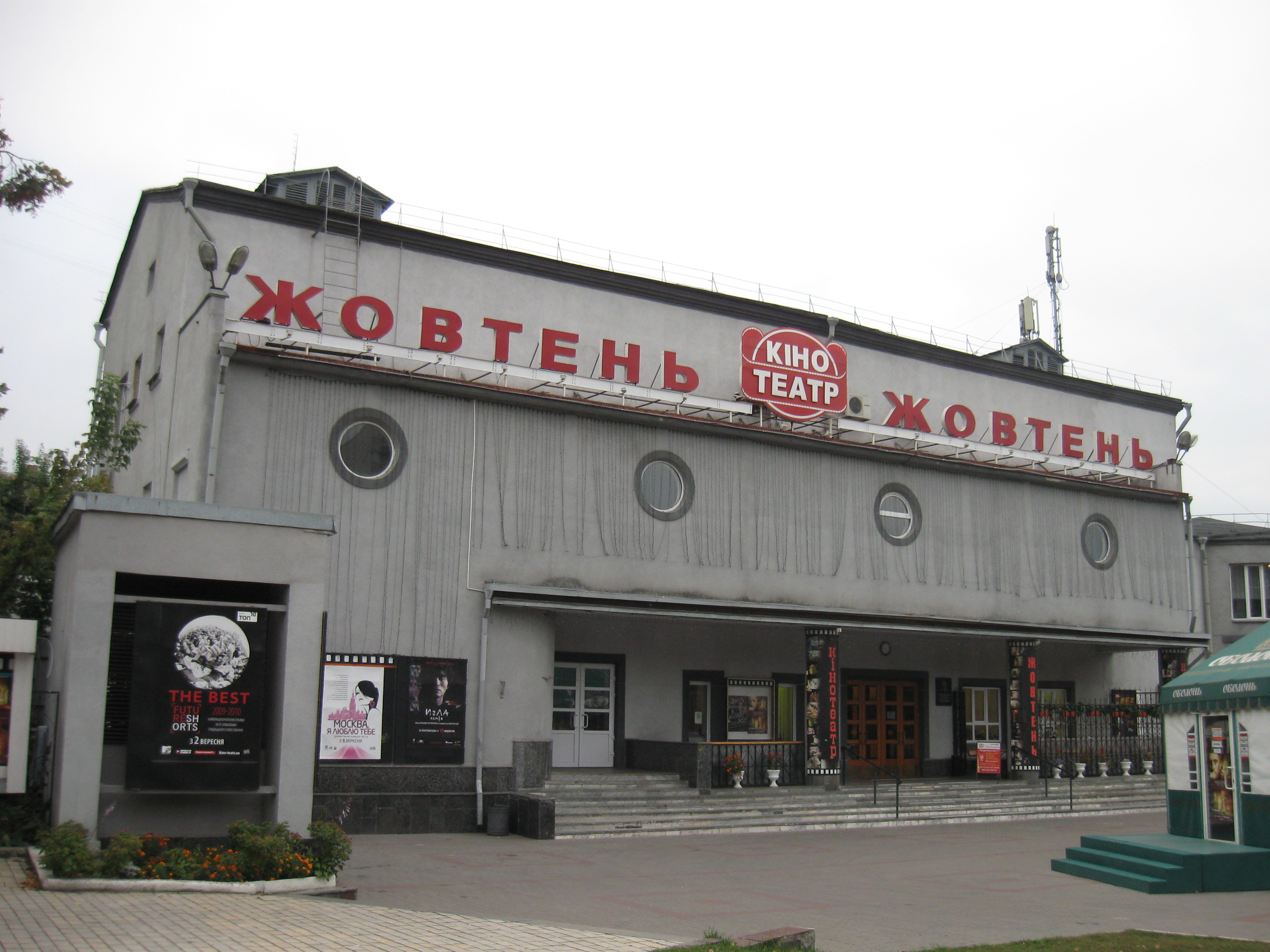
Кінотеатр «Жовтень»
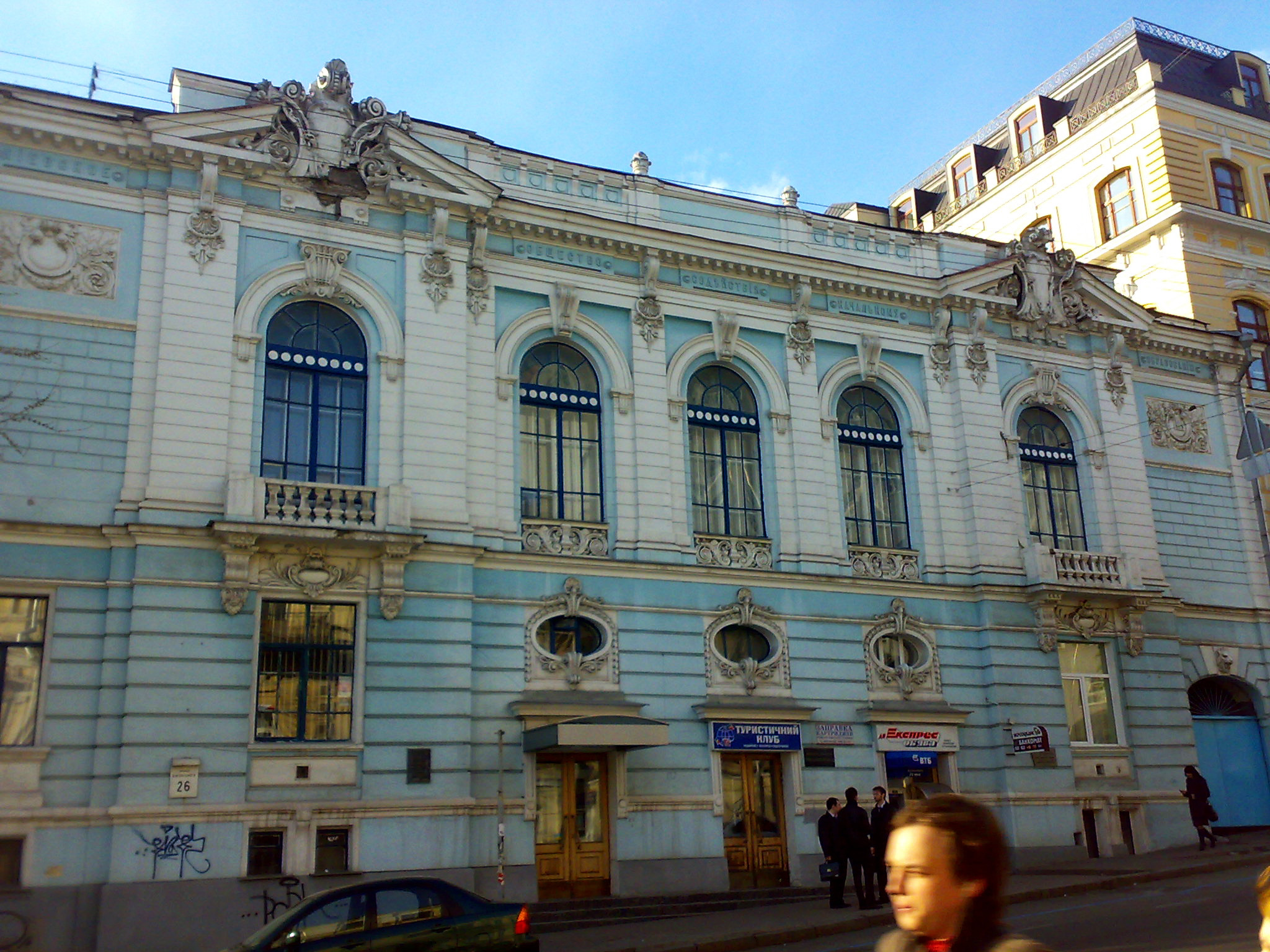
Колишня будівля Народної аудиторії (вул. Бульварно-Кудрявська, 26)
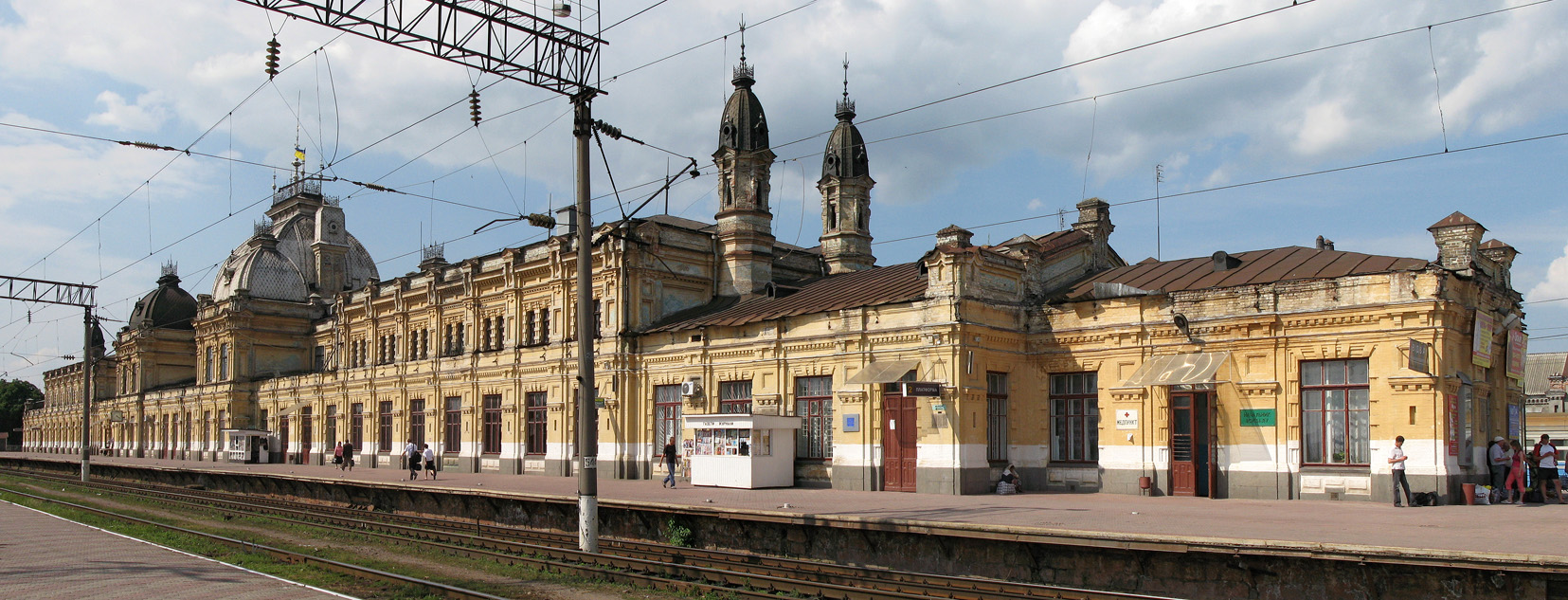
Вокзал станції Жмеринка
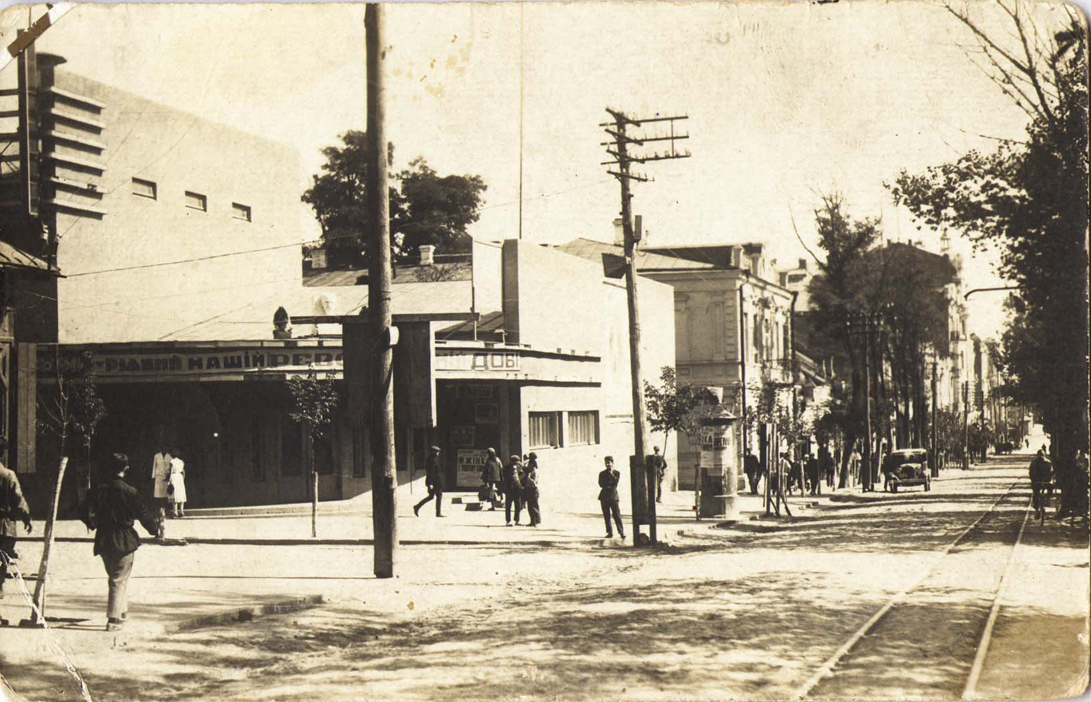
Кінотеатр ім. Коцюбинського в м. Вінниці (1930-ті рр.)
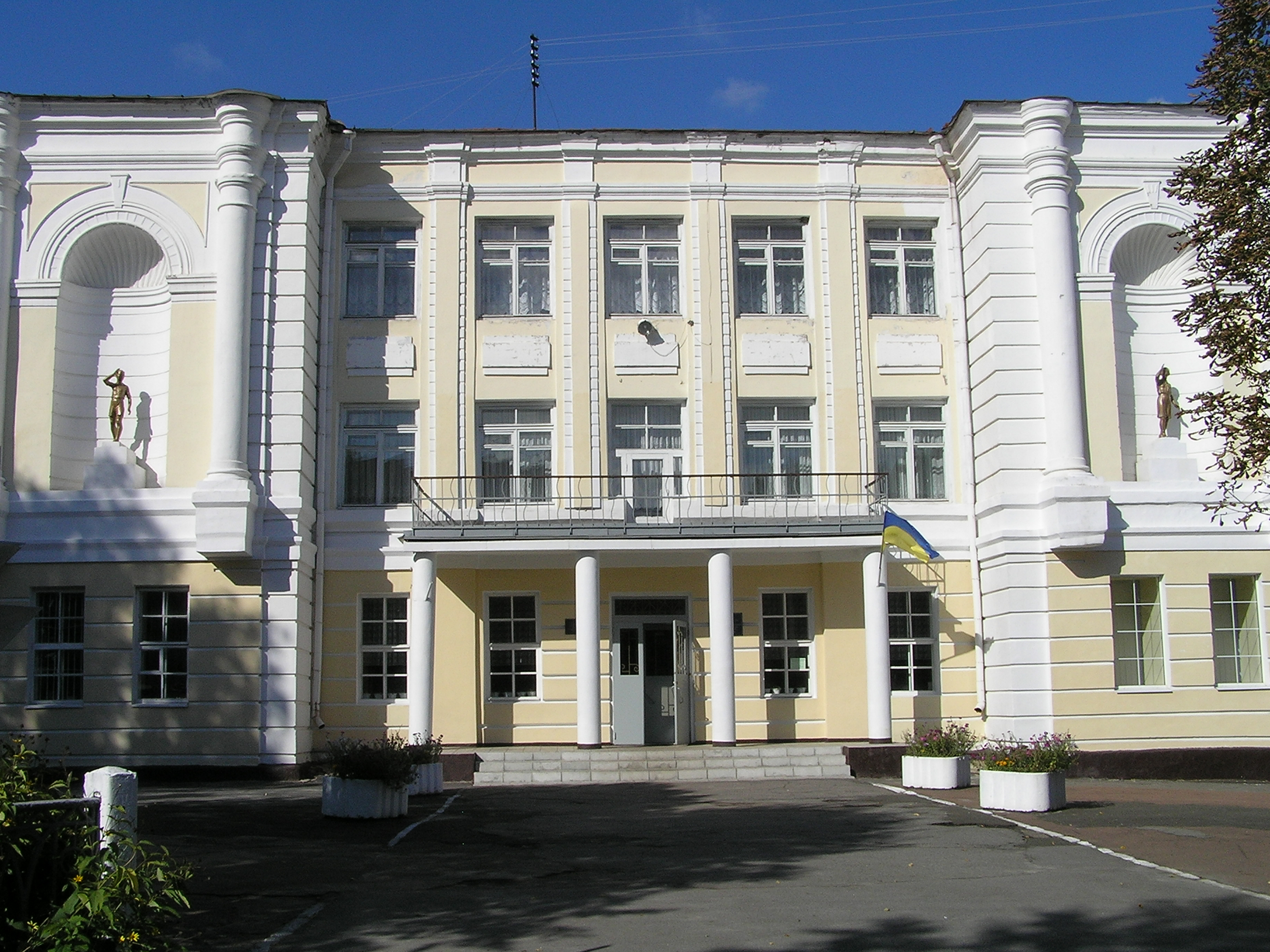
школа типового проєкту № 104
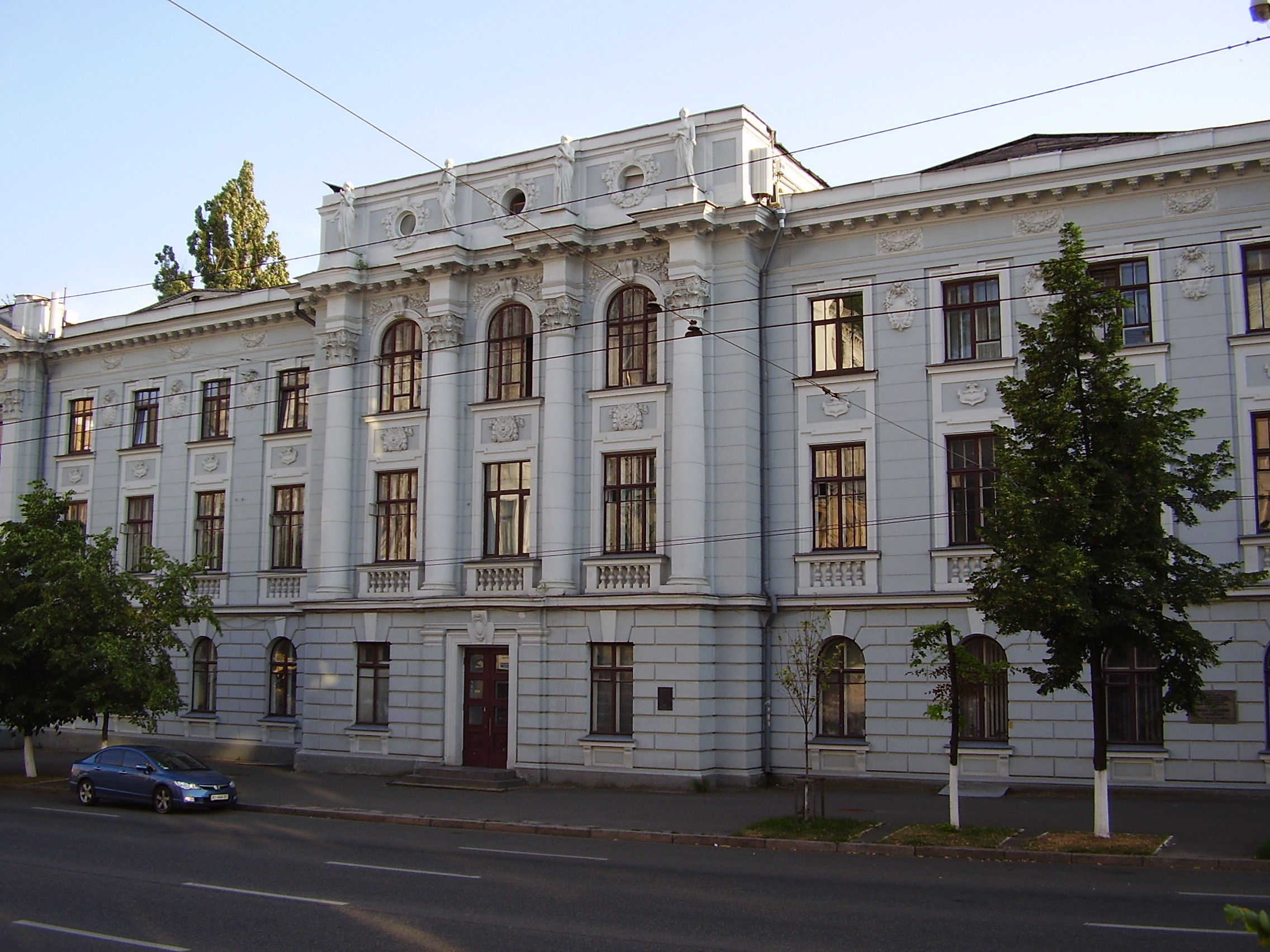
Колишній будинок Маріїнської громади товариства сестер милосердя (Київ, вул. Саксаганського, 75)